# شير خوش (شلال ودشتغل)
شير خوش (بالفارسية: شیرکش) هي منطقة سكنية تقع في إيران في قسم شلال ودشتغل الريفي.